# USS Columbia (SSN-771)
| «Коламбія»                 | «Коламбія» | «Коламбія» |
| -------------------------- | --- | --- |
| USS Columbia (SSN-771)     | | |
|                            | | |
|                            | | |
| Порт приписки              | Перл Гарбор, Гаваї                                                                                              | Перл Гарбор, Гаваї                                                                                              |
| Спуск на воду              | 24 вересня 1994 року                                                                                            | 24 вересня 1994 року                                                                                            |
| Сучасний статус            | в активній службі                                                                                               | в активній службі                                                                                               |
| Проєкт                     | | |
| Тип ПЧ                     | ПЧАРК | ПЧАРК |
| Класифікація НАТО          | Los Angeles class                                                                                               | Los Angeles class                                                                                               |
| Основні характеристики     | | |
| Швидкість (надводна)       | 15 вузлів | 15 вузлів |
| Швидкість (підводна)       | 32 вузла | 32 вузла |
| Робоча глибина занурення   | 240 метрів | 240 метрів |
| Екіпаж                     | 122 (12 офіцерів)                                                                                               | 122 (12 офіцерів)                                                                                               |
| Розміри                    | | |
| Довжина найбільша (по КВЛ) | 110,3 метра | 110,3 метра |
| Ширина корпусу найб.       | 10 метрів | 10 метрів |
| Середня осадка (по КВЛ)    | 9,4 метра | 9,4 метра |
| Водотоннажність надводна   | 6096 тонн | 6096 тонн |
| Озброєння                  | | |
| Торпедно- мінне озброєння  | 4х533-мм торпедні апарати, призначені для стрільби торпедами Mk.46, Mk.48, а також ракетами Harpoon (6-8 ракет) | 4х533-мм торпедні апарати, призначені для стрільби торпедами Mk.46, Mk.48, а також ракетами Harpoon (6-8 ракет) |
| Ракетне озброєння          | 12 вертикальних шахт, призначених для пусків ракет Harpoon і Tomahawk.                                          | 12 вертикальних шахт, призначених для пусків ракет Harpoon і Tomahawk.                                          |

«Коламбія» (англ. USS Columbia (SSN-771)) — багатоцільовий атомний підводний човен, є 60-тим в серії з 62 підводних човнів типу «Лос-Анджелес», побудованих для ВМС США. Він став восьмим кораблем ВМС США з такою назвою, Підводний човен названий на честь трьох міст Колумбія, розташованих в штатах: Південна Кароліна, Міссурі та Іллінойс. Призначений для боротьби з підводними човнами і надводними кораблями противника, а також для ведення розвідувальних дій, спеціальних операцій, перекидання спецпідрозділів, нанесення ударів, мінування, пошуково-рятувальних операцій.

## Історія створення

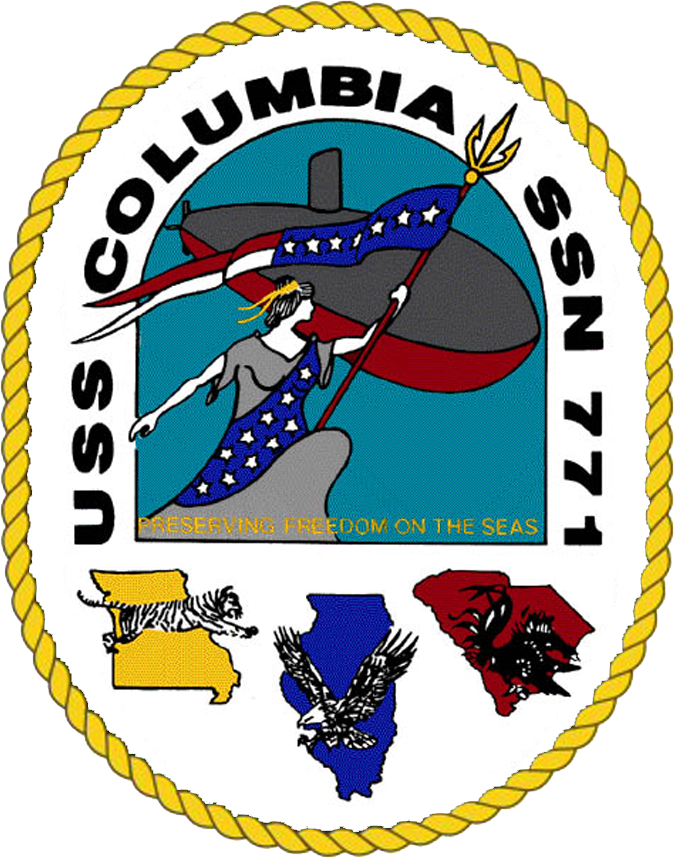
Емблема човна

Контракт на будівництво був присуджений 14 грудня 1988 року корабельні Electric Boat компанії General Dynamics Electric Boat, розташованої в місті Гротон, штат Коннектикут. Церемонія закладання кіля відбулася 21 квітня 1993 року. Субмарина стала 33-тім підводним човном даного типу, побудованої на цій верфі. 24 вересня 1994 року відбулася церемонія хрещення і спуску на воду. Підводний човен був спущений на воду з висоті 1300 футів (396,24 метрів) по дерев'яному пандусу, ставши останнім американським підводним човном, спущеним на воду таким способом. Хрещеною матір'ю стала перша леді США Хілларі Клінтон, дружина Білла Клінтона, 42-го президента США. 18 серпня 1995 року переданий ВМС США і прибув на військово-морську базу підводних човнів Нью-Лондон в Гротон, штат Коннектикут. 9 жовтня введено в експлуатацію на військово-морській базі підводних човнів Нью-Лондон. Порт приписки Перл-Гарбор, Гаваї.

## Історія служби
У червні 1998 року човен покинув порт приписки Перл-Гарбор для свого першого розгортання в зоні відповідальності 5-го і 7-го флоту США, яке тривало шість місяців.
21 березня 2001 року покинув порт приписки Перл-Гарбор для запланованого розгортання в західній частині Тихого океану і на Близькому Сході в складі ударної групи авіаносця «Констелейшн», з якого повернувся 13 вересня.
6 грудня 2002 року покинув порт приписки для запланованого розгортання в складі ударної групи авіаносця «Констелейшн» для підтримки Операція «Нескорена свобода». 20 березня 2003 року зі борту був проведений перший запуск ракети Tomahawk в рамках підтримки операції зі звільнення Іраку. 6 червня субмарина повернулася в порт приписки, завершивши розгортання в зоні відповідальності 5-го і 7-го флоту США.
17 березня 2006 року повернувся в Перл-Гарбор після шестимісячного розгортання в західній частині Тихого океану. 5 липня покинув порт приписки для участі в навчаннях «RIMPAC 2006». 5 вересня покинув порт приписки для розгортання в зоні відповідальності 7-го флоту США.
15 серпня 2008 року було завершено період модернізації, який з 25 липня проходив на військово-морській верфі в Перл-Гарбор.
З 2009 по 2015 року підводний човен ніс службу в запланованих розгортаннях в західній частині Тихого океану.
21 січня 2015 прибув у сухий док військово-морської верфі в Перл-Гарбор для проведення планового ремонту, який тривав протягом трьох місяців.
20 травня 2016 року покинув порт приписки Перл-Гарбор для запланованого розгортання в західній частині Тихого океану. 8 липня прибув з п'ятиденним візитом в порт Сасебо, Японія. 25 жовтня прибула з запланованим візитом в Йокосука, Японія. 18 листопада повернувся в порт приписки, завершивши розгортання.
У листопаді 2017 року покинув порт приписки Перл-Гарбор для запланованого розгортання в західній частині Тихого океану. З 30 грудня по 5 січень 2018 року човен знаходився з візитом в Сасебо (Японія). 14 січня прибув з візитом в Окінава (Японія). 4 травня прибув із запланованим візитом в Йокосука (Японія). 17 травня прибув з візитом на військово-морську базу Апра (Гуам). 6 червня повернувся в порт приписки, завершивши розгортання.
19-24 вересня 2021 року брав участь у міжнародних навчаннях Silent Forces (SIFOREX) 2021 разом з ВМС Перу та USS Mustin (DDG-89) — ескадреним міноносцем КРО типу «Арлі Берк» ВМС США.